# Pea Bumbung
Pea Bumbung is een bestuurslaag in het regentschap Aceh Singkil van de provincie Atjeh, Indonesië. Pea Bumbung telt 441 inwoners (volkstelling 2010).